# Trixagus auctus
Trixagus auctus là một loài bọ cánh cứng trong họ Throscidae. Loài này được Horn miêu tả khoa học năm 1890.